# Баумгартен, Карл Фёдорович
Карл Фёдорович Баумгартен (1847—1908) — русский военный инженер, генерал-лейтенант (1906). Член общего присутствия Комиссии по устройству казарм при Военном совете Российской империи, начальник инженерных управлений Осовецкой и Варшавской крепостей.

## Биография
Родился 25 ноября 1847 года в Петербурге в семье военного инженера, генерал-лейтенанта Фёдора Карловича Баумгартена.
В службу вступил в 1862 году и в 1866 году после окончания Николаевского инженерного училища по I разряду был произведён в подпоручики и выпущен во 2-й сапёрный батальон. В 1870 году произведён в поручики.
С 1871 года после окончания Николаевской инженерной академии по I разряду был переведён в разряд военных инженеров с переводом в инженерное ведомство и производством в штабс-капитаны. В 1871 году был назначен производителем работ в Варшавском  укреплённом районе. В 1872 год был назначен помощником строителя и строителем укреплений в Ивангородской крепости. В 1875 году был произведён в капитаны и в 1884 году был произведён в подполковники. В 1889 году за отличие по службе был произведён в полковники. В 1892 году был назначен помощником председателя хозяйственного комитета инженерного управления Кронштадтской крепости. 
В 1894 году был назначен начальником инженерного управления Осовецкой крепости. В 1899 году за отличие по службе был произведён в генерал-майоры. В 1903 году был назначен начальником инженерного управления Варшавской крепости. В 1905 году был назначен постоянным членом Инженерного комитета при Главном инженерном управлении и Главного крепостного комитета при Военном министерстве Российской империи. В 1906 году за отличие по службе был произведён в генерал-лейтенанты. Одновременно с 1907 года так же являлся членом общего присутствия Комиссии по устройству казарм при Военном совете Российской империи. К. Ф. Баумгартеном по поручению Комиссии при Императорском Санкт-Петербургском обществе архитекторов был составлен справочник «Домовой гриб (Merulius lacrymans) и практические советы для борьбы с ним» (СПб. 1900).
Скончался 5 апреля 1908 года в Петербурге

## Награды
Был награждён всеми орденами Российской империи вплоть до ордена Святого Станислава 1-й степени пожалованного ему в 1903 году